# Immanuel McElroy
Pour les articles homonymes, voir McElroy.
Immanuel McElroy, né le 25 mars 1980 à Galveston, aux États-Unis, est un joueur américain de basket-ball. Il évolue au poste d'arrière.